# Кръстю Тричков
Кръстьо Сергеев Тричков е български политик от Българската комунистическа партия.

## Биография
Кръстю Тричков е роден на 12 април 1923 г. в Белица, Разложко. Брат е на офицера от Държавна сигурност Иван Тричков. От 1940 г. е член на Работническия младежки съюз, а от 1942 г. – на БКП. Участник е в Съпротивителното движение по време на Втората световна война (1942 – 1944). От 1942 г. е политкомисар на Разложката чета. Освен това е бил заместник-командир на батальон.
След Деветосептемврийския преврат е секретар на Окръжния комитет на РМС в Разлог, секретар на Областния комитет на РМС в Благоевград (от 1945) и Първи секретар на Окръжния комитет на БКП в Благоевград от 1957 до 1971 година.
От 1958 до 1962 е кандидат-член, а от 1962 г. член на Централния комитет на БКП, където остава до 1990 г. От 1966 до 1981 година е кандидат-член на Политбюро на ЦК на БКП.
Между 1971 и 1976 г. е първи заместник-председател на Държавния съвет, заместник-председател на Министерския съвет, председател на Комитета за държавен и народен контрол (1976 – 1981). От 1981 до 1988 е първи заместник-председател на Националния съвет на Отечествения фронт. В периода 1981 – 1986 г. е член на Държавния съвет. След 1990 г. се пенсионира. Носител е на ордените „Георги Димитров“ и „13 века България“ и почетното звание „Герой на социалистическия труд“.
Автор е на спомени в два тома.
Към април 2009 г. е бил вече покойник.